# Kungota
Kungota là một khu tự quản (tiếng Slovenia: občine, số ít – občina) trong vùng Podravska của Slovenia. Kungota có diện tích 49 km2, dân số là theo điều tra ngày 31 tháng 3 năm 2002 là 4317 người. Thủ phủ khu tự quản Kungota đóng tại Zgornja Kungota.